# Serie B 1981 (calcio femminile)
L'edizione 1981 è stata la dodicesima edizione del campionato F.I.G.C.F. di Serie B femminile italiana di calcio. Corrisponde al campionato 1980-1981 del calcio maschile.
Il campionato è iniziato il 15 marzo 1981 ed è terminato il 17 settembre 1981 con assegnazione del titolo di campione di Serie B 1981 all'A.C.F. Arredamenti Soresina di Lacchiarella.

## Stagione

### Novità
Il Tigullio 72, il Real Torino e il Fiamma Cerbiatte sono stati successivamente ammessi al campionato di Serie A 1981 a completamento organico, passato da 10 a 14 squadre.
Variazioni prima dell'inizio del campionato:
cambio di denominazione e sede:
- da "A.C.F. Cesano Boscone" di Cesano Boscone ad "A.C.F. Arredamenti Soresina" di Lacchiarella,
- da "A.C.F. Derthona La Pelle" ad "A.C.F. Derthona" di Tortona,
- da "A.C.F. Azzurra" ad "A.C.F. Aermec Azzurra" di Castelfranco Veneto,
- da "A.C.F. Aermec Galliera" ad "A.C.F. Spifa Galliera" di Piacenza,
- da "A.C.F. Alaria Bergamo" ad "A.C.F. Bergamo" di Bergamo,
- da "A.C.F. Fabbri Editori Perugia" ad "A.C.F. Valigi Perugia" di Perugia Ponte della Pietra;

ha rinunciato al campionato di Serie B:
- "A.C.F. Atalanta" di Zanica;

società non aventi diritto ammesse in Serie B:
- "A.C.F. Domodossola" di Domodossola.

### Formula
Vi hanno partecipato 31 squadre divise in quattro gironi. La prima classificata di ognuno dei quattro gironi viene ammessa alle semifinali andata/ritorno dove solo le due vincitrici sono promosse in Serie A. Non sono previste retrocessioni al campionato di Serie C regionale.

## Girone A

### Squadre partecipanti
| Club                                 | Città                | Stagione 1980         |
| ------------------------------------ | -------------------- | --------------------- |
| A.C.F. Agrisport Pavia               | Pavia                | 6º posto in Serie B/A |
| A.C.F. Arredamenti Soresina          | Lacchiarella         | 2º posto in Serie B/B |
| A.C.F. Aurora Casalpusterla          | Casalpusterlengo     | 7º posto in Serie B/A |
| A.C.F. Centro Abbigliamento Biellese | Biella               | 5º posto in Serie B/A |
| A.C.F. Derthona                      | Tortona              | 4º posto in Serie B/A |
| A.C.F. Domodossola                   | Domodossola          | 9º posto in Serie B/A |
| F.C.F. Helios                        | Aosta                | in Serie C            |
| U.S. Sampierdarenese                 | Genova Sampierdarena | 8º posto in Serie B/A |

### Classifica finale
|  | Pos. | Squadra                       | Pt | G  | V  | N | P  | GF | GS | DR  |
|  | ---- | ----------------------------- | -- | -- | -- | - | -- | -- | -- | --- |
|  | 1.   | Arredamenti Soresina          | 25 | 14 | 12 | 1 | 1  | 44 | 6  | +38 |
|  | 2.   | Aurora Casalpusterla          | 19 | 14 | 8  | 3 | 3  | 23 | 10 | +13 |
|  | 3.   | Centro Abbigliamento Biellese | 18 | 14 | 8  | 2 | 4  | 26 | 13 | +13 |
|  | 4.   | Agrisport Pavia               | 15 | 14 | 4  | 7 | 3  | 19 | 20 | -1  |
|  | 4.   | Sampierdarenese               | 15 | 14 | 6  | 3 | 5  | 22 | 24 | -2  |
|  | 6.   | Derthona                      | 12 | 14 | 5  | 2 | 7  | 17 | 23 | -6  |
|  | 7.   | Domodossola                   | 6  | 14 | 3  | 0 | 11 | 12 | 39 | -27 |
|  | 8.   | Helios                        | 2  | 14 | 1  | 0 | 13 | 7  | 35 | -28 |

Legenda:
      Ammessa agli spareggi promozione in Serie A
Note:
Due punti a vittoria, uno a pareggio, zero a sconfitta.

## Girone B

### Squadre partecipanti
| Club                  | Città               | Stagione 1980         |
| --------------------- | ------------------- | --------------------- |
| A.C.F. Aermec Azzurra | Castelfranco Veneto | 7º posto in Serie B/B |
| A.C.F. Bergamo        | Bergamo             | 4º posto in Serie B/B |
| U.S. Libertas Como    | Como                | 6º posto in Serie A   |
| A.C.F. Pordenone      | Pordenone           | 5º posto in Serie B/B |
| P.F. Rivignano        | Rivignano           | in Serie C            |
| G.S.F. Santa Croce    | Reggio nell'Emilia  | in Serie C            |
| G.S.F. Spifa Galliera | Piacenza            | 8º posto in Serie B/B |
| A.C.F. Varese         | Varese              | in Serie C            |

### Classifica finale
|  | Pos. | Squadra        | Pt | G  | V  | N | P  | GF | GS | DR  |
|  | ---- | -------------- | -- | -- | -- | - | -- | -- | -- | --- |
|  | 1.   | Pordenone      | 26 | 14 | 12 | 2 | 0  | 41 | 7  | +34 |
|  | 2.   | Rivignano      | 21 | 14 | 9  | 3 | 2  | 38 | 17 | +21 |
|  | 3.   | Libertas Como  | 20 | 14 | 8  | 4 | 2  | 34 | 12 | +22 |
|  | 4.   | Aermec Azzurra | 18 | 14 | 7  | 4 | 3  | 20 | 13 | +7  |
|  | 5.   | Santa Croce    | 13 | 14 | 5  | 3 | 7  | 16 | 26 | -10 |
|  | 6.   | Spifa Galliera | 9  | 14 | 3  | 3 | 7  | 17 | 23 | -6  |
|  | 7.   | Bergamo        | 4  | 14 | 1  | 2 | 11 | 18 | 35 | -17 |
|  | 8.   | Varese         | 1  | 14 | 0  | 1 | 13 | 10 | 63 | -53 |

Legenda:
      Ammessa agli spareggi promozione in Serie A
Note:
Due punti a vittoria, uno a pareggio, zero a sconfitta.
L'Aermec Azzurra, il Bergamo e il Varese non si sono successivamente iscritti al campionato di Serie B 1982.

## Girone C

### Squadre partecipanti
| Club                                | Città                      | Stagione 1980                  |
| ----------------------------------- | -------------------------- | ------------------------------ |
| A.P. Alba Pavona                    | Pavona di Albano Laziale   | 2º posto in Serie B/C          |
| A.C.F. Casapulla                    | Casapulla                  | 8º posto in Serie B/C          |
| Pol. Oltrarno Firenze               | Firenze                    | 1º posto in Serie C/B lombarda |
| A.C.F. Scaligeri 77 Roma            | Roma                       | in Serie C                     |
| A.C.F. Tecnoflange Roma Campidoglio | Roma                       | in Serie C                     |
| A.C.F. Valigi Perugia               | Perugia Ponte della Pietra | 3º posto in Serie B/C          |
| S.S. Vetreria Laziale               | Civita Castellana          | 4º posto in Serie B/C          |

### Classifica finale
|  | Pos. | Squadra                      | Pt | G  | V | N | P | GF | GS | DR  |
|  | ---- | ---------------------------- | -- | -- | - | - | - | -- | -- | --- |
|  | 1.   | Vetreria Laziale             | 18 | 12 | 7 | 4 | 1 | 14 | 6  | +8  |
|  | 2.   | Valigi Perugia               | 18 | 12 | 8 | 2 | 2 | 25 | 10 | +15 |
|  | 3.   | Alba Pavona                  | 15 | 12 | 6 | 3 | 3 | 15 | 10 | +5  |
|  | 4.   | Scaligeri 77 Roma            | 13 | 12 | 4 | 5 | 3 | 14 | 12 | +2  |
|  | 5.   | Tecnoflange Roma Campidoglio | 7  | 12 | 3 | 1 | 8 | 8  | 22 | -14 |
|  | 6.   | Oltrarno Firenze             | 6  | 12 | 2 | 2 | 7 | 13 | 17 | -4  |
|  | 6.   | Casapulla (-1)               | 6  | 12 | 3 | 1 | 8 | 11 | 21 | -10 |

Legenda:
      Ammessa agli spareggi promozione in Serie A
Note:
Due punti a vittoria, uno a pareggio, zero a sconfitta.
Il Casapulla ha scontato 1 punto di penalizzazione per una rinuncia.
Il Vetreria Laziale e il Valigi Perugia non si sono successivamente iscritti al campionato di Serie B 1982.

## Girone D

### Squadre partecipanti
| Club                             | Città           | Stagione 1980         |
| -------------------------------- | --------------- | --------------------- |
| A.C.F. Catanzaro                 | Catanzaro       | in Serie C            |
| A.C.F. Foggia                    | Foggia          | 5º posto in Serie B/C |
| A.C.F. Gioventù Sommese          | Somma Vesuviana | in Serie C            |
| A.C.F. Gusmai Trani 80           | Trani           | 7º posto in Serie B/C |
| A.C.F. Libertas Nesima Inferiore | Catania         | in Serie C            |
| A.C.F. Nuova Cosenza             | Cosenza         | in Serie C            |
| G.S.F. Pompei                    | Pompei          | in Serie C            |
| A.C.F. Virtus Napoli             | Napoli          | 6º posto in Serie B/C |

### Classifica finale
|  | Pos. | Squadra                   | Pt | G  | V  | N | P  | GF | GS | DR  |
|  | ---- | ------------------------- | -- | -- | -- | - | -- | -- | -- | --- |
|  | 1.   | Gusmai Trani 80           | 23 | 14 | 11 | 1 | 2  | 42 | 9  | +33 |
|  | 2.   | Libertas Nesima Inferiore | 20 | 14 | 9  | 2 | 3  | 15 | 6  | +9  |
|  | 3.   | Gioventù Sommese          | 17 | 14 | 8  | 1 | 5  | 30 | 33 | -3  |
|  | 4.   | Virtus Napoli             | 15 | 14 | 7  | 1 | 6  | 21 | 16 | +5  |
|  | 4.   | Catanzaro                 | 15 | 14 | 6  | 3 | 5  | 16 | 21 | -5  |
|  | 6.   | Foggia                    | 12 | 14 | 5  | 2 | 7  | 13 | 14 | -1  |
|  | 7.   | Pompei                    | 6  | 14 | 2  | 2 | 10 | 13 | 28 | -15 |
|  | 8.   | Nuova Cosenza (-4)        | -2 | 14 | 1  | 0 | 13 | 8  | 55 | -47 |

Legenda:
      Ammessa agli spareggi promozione in Serie A
Note:
Due punti a vittoria, uno a pareggio, zero a sconfitta.
La Nuova Cosenza ha scontato 4 punti di penalizzazione.
Il Libertas Nesima Inferiore, la Virtus Napoli, il Pompei e la Nuova Cosenza non si sono successivamente iscritti al campionato di Serie B 1982.

## Spareggi promozione
Agli spareggi promozione hanno partecipato le vincitrici dei quattro gironi, l'Arredamenti Soresina per il girone A, il Pordenone per il girone B, la Vetreria Laziale per il girone C e la Gusmai Trani 80 per il girone D. Le due semifinali hanno visto vincitrici l'Arredamenti Soresina e la Gusmai Trani 80, che sono state promosse in Serie A. Il titolo è stato vinto dall'Arredamenti Soresina.